# Villogorgia glaesaria
Villogorgia glaesaria is een zachte koraalsoort uit de familie Plexauridae. De koraalsoort komt uit het geslacht Villogorgia. Villogorgia glaesaria werd in 1999 voor het eerst wetenschappelijk beschreven door Grasshoff. 